# ظاهرة بوينتنج - روبرتسون
ظاهرة بوينتنج- روبرتسون Poynting- Robertson effect'

الإشعاع من الشمس s ,الإشعاع يبدو من جسيم حراري متحرك a, الإشعاع يبدو من جسم حراري ثابت b

هي ظاهرة نقص سرعة جسم صغير يدور حول الشمس وذلك نتيجة امتصاصه للأشعة الشمسية وإعادة إشعاعها في جميع الاتجاهات, ويمكن توضيح هذه العملية كالآتي, يمكن تمييز الكم الضوئي بكتلة تتناسب مع طاقته وقصور ذاتي متناسب مع كل من الكتلة والسرعة, وعند إعادة اشعاع الطاقة الشمسية الممتصة بواسطة الجسم فإن الكميات الضوئية تأخذ معها قصوراً ذاتياً, أي أن القصور الذاتي للجسيمات يقل, ويتناسب هذا القصور الذاتي للجسم مع سرعته وكتلته, وعلى الرغم من الإشعاع فإن كتلة الجسم لا تتغير,لأن الطاقة الخارجية قد تم قبل ذلك اكسابها من الإشعاع الشمسي, وعلى ذلك فإن نقص القصور الذاتي يؤدي إلى تقليل سرعة الجسيم, ونقص القصور الذاتي بفعل ما يتم امتصاصه من كميات أشعة الشمس الضوئية يؤثر فقط على ضغط الإشعاع الخارج من الشمس أي أنه لا يؤثر على السرعة العمودية للجسيم على هذا الإشعاع, ويتحرك لذلك الجسم المتأثر بظاهرة بوينتنج - روبرتسون مقتربا من الشمسفي مدار حلزوني, ونيزك حجري نصف قطرخه 15 سم موجود أولا ً في مدار الأرض يرتطم بالشمس تبعاً لهذه الظاهرة بعد حوالي 20 مليون سنة, ويتم الاقتراب من الشمس بسرعة أكثر كلما صغرت كتلة الجسيم, وصف هذه الظاهرة بونتنج في عام 1903 ثم اعتلاها الشك عدة مرات حتى أثبتها روبرتسون في عام 1937 بواسطة معادلات النظرية النسبية.